# King's Quest
King's Quest è una serie di avventure grafiche sviluppate dalla Sierra On-Line. Roberta Williams, cofondatrice e comproprietaria della Sierra, ideò tutti i videogiochi della serie.
King's Quest racconta le avventure della famiglia reale del regno di Daventry. Le storie seguono due generazioni della famiglia reale e si svolgono in molte terre, tra le quali Kolyma, Serenia, Eldritch e Land of the Green Isles.

## Serie principale

King's Quest 1: Quest for the Crown (versione MS-DOS, 1990)

- King's Quest I: Quest for the Crown (1983, versione migliorata basata su SCI pubblicata nel 1990)
- King's Quest II: Romancing the Throne (1985)
- King's Quest III: To Heir Is Human (1986)
- King's Quest IV: The Perils of Rosella (1988)
- King's Quest V: Absence Makes the Heart Go Yonder! (1990)
- King's Quest VI: Heir Today, Gone Tomorrow (1992)
- King's Quest VII: The Princeless Bride (1994)
- King's Quest: Mask of Eternity (1998)
- King's Quest  - Chapter 1 : A Knight to Remember (2015) - Nuova serie a episodi sviluppata dal gruppo indipendente The Odd Gentlement e pubblicato da Sierra

### Titoli correlati
- Wizard and the Princess (retitolato Adventure in Serenia) (1980) - considerabile come "prequel" della serie
- King's Questions (1994) - spin-off con quiz sulla serie
- King Graham's Board Game Challenge: Checkers & Backgammon (1993) - dama e backgammon a tema King's Quest
- Take a Break! Pinball (1993) - flipper con una tavola dedicata a King's Quest
- Hoyle's Official Book of Games - serie di giochi di carte, sono presenti vari personaggi di King's Quest e altri giochi Sierra

### Compilation
- King's Quest 15th Anniversary Collector's Edition (1994) - contiene KQ I-VI
- King's Quest Collection (1995) - come la precedente ma include una versione demo di KQ VII
- Roberta Williams Anthology (1996) - contiene tutti gli episodi fino a KQ VII insieme ad altri titoli di Roberta Williams
- King's Quest Collection Series (1997) - contiene tutti gli episodi e una anteprima di Mask of Eternity
- King's Quest Collection (2006) - contiene tutti gli episodi fino a KQ VII adattati per essere giocati con Windows XP tramite DOSBox
- King's Quest 1+2+3, 4+5+6, e 7+8 (2010) - varie compilation acquistabili dal sito GOG.com

### Rifacimenti
Il gruppo indipendente AGD interactive, in precedenza chiamato Tierra Entertainment, ha pubblicato delle versioni arricchite e freeware per Windows dei primi tre episodi. La grafica è stata aggiornata al VGA e sono stati aggiunti musiche e voci in inglese. La programmazione è sempre basata sull'Adventure Game Interpreter.
- King's Quest I: Quest for the Crown (2002)
- King's Quest II: Romancing the Stones (2003)
- King's Quest III: To Heir Is Human (2011)

Un altro seguito non ufficiale e freeware della saga, The Silver Lining, è stato pubblicato in più episodi dal gruppo indipendente Phoenix Online.